# Steffi Graf
Stefanie Maria "Steffi" Graf ( phát âm tiếng Đức: [ˈʃtɛfiː ˈɡʁaːf], audioⓘ; sinh ngày 14 tháng 6 năm 1969) là một cựu vận động viên quần vợt chuyên nghiệp người Đức. Bà được xếp hạng số 1 thế giới với kỷ lục 377 tuần (hơn 7 năm) và giành được 22 danh hiệu Grand Slam, đứng thứ hai kể từ khi Kỷ nguyên Mở rộng bắt đầu vào năm 1968 và đứng thứ ba mọi thời đại sau Margaret Court (24) và Serena Williams (23). Năm 1988, bà trở thành vận động viên quần vợt đầu tiên đạt được Golden Slam khi giành được cả bốn danh hiệu Grand Slam đơn và huy chương vàng Olympic trong cùng một năm dương lịch. Hơn nữa, bà là vận động viên quần vợt duy nhất, dù là nam hay nữ, đã vô địch mỗi giải Grand Slam ít nhất bốn lần.
Graf được Hiệp hội quần vợt nữ (WTA) xếp hạng số 1 thế giới với tổng số tuần kỷ lục 377 - khoảng thời gian dài nhất mà bất kỳ tay vợt nào, nam hay nữ, giữ vị trí số một kể từ khi WTA và Hiệp hội quần vợt chuyên nghiệp bắt đầu phát hành bảng xếp hạng. Bà đã giành được 107 danh hiệu đơn, xếp thứ ba trong danh sách mọi thời đại của WTA sau Martina Navratilova (167 danh hiệu) và Chris Evert (157 danh hiệu). Bà và Margaret Court là những tay vợt duy nhất, dù là nam hay nữ, 5 lần vô địch ba giải Grand Slam trong một năm dương lịch (1988, 1989, 1993, 1995 và 1996).
Khả năng nổi bật trong thi đấu của Graf là sự linh hoạt của bà trên tất cả các bề mặt sân, di chuyển chân linh hoạt và cú thuận tay mạnh mẽ. Khả năng thể thao của Graf và lối chơi tích cực được chơi ngay từ đầu đã được ghi nhận là đã phát triển phong cách chơi hiện đại đang thống trị quần vợt ngày nay. Bà đã giành sáu danh hiệu đơn Pháp Mở rộng (thứ hai sau Evert), bảy danh hiệu đơn Wimbledon, bốn danh hiệu Úc Mở rộng và năm danh hiệu đơn Mỹ Mở rộng. Bà là tay vợt đánh đơn (dù nam hoặc nữ) duy nhất đạt được Grand Slam kể từ khi mặt sân cứng được sử dụng như một mặt sân thay thế mặt cỏ, tại giải Mỹ mở rộng năm 1978. Grand Slam của Graf đã đạt được trên mặt cỏ, sân đất nện và sân cứng trong khi 5 Grand Slam trước đó chỉ được thi đấu trên mặt cỏ và sân đất nện. Graf đã lọt vào 13 trận chung kết đơn lớn liên tiếp, từ Pháp mở rộng 1987 đến Pháp mở rộng 1990, giành chiến thắng 9 trong số các trận chung kết đó. Bà đã giành được 5 giải đấu đơn lớn liên tiếp ( Úc mở rộng 1988 đến Úc mở rộng 1989), và bảy trong số tám giải đấu trong hai năm dương lịch (Úc mở rộng 1988 đến Mỹ mở rộng 1989, ngoại trừ Pháp mở rộng 1989). Bà đã lọt vào tổng cộng 31 trận chung kết đơn lớn.
Graf giải nghệ ở tuổi 30 vào năm 1999 khi bà đang xếp thứ 3 thế giới. Bà được coi là một trong những tay vợt nữ vĩ đại nhất mọi thời đại. Martina Navratilova đưa Graf vào đầu danh sách những vận động viên quần vợt vĩ đại nhất. Vào năm Graf nghỉ thi đấu, Billie Jean King nói: "Steffi chắc chắn là tay vợt nữ vĩ đại nhất mọi thời đại." Vào tháng 12 năm 1999, Graf được vinh danh là tay vợt nữ vĩ đại nhất thế kỷ 20 bởi một hội đồng chuyên gia do Associated Press tập hợp. Bà kết hôn với cựu vận động viên quần vợt nam số 1 thế giới Andre Agassi vào tháng 10/2001. Họ có hai con. Graf được giới thiệu vào Đại sảnh Danh vọng Quần vợt vào năm 2004. Cùng với Boris Becker, Graf được coi là nhân tố tạo ra việc phổ biến quần vợt ở Đức, nơi nó vẫn là một trong những môn thể thao quốc gia quan trọng nhất.

## Chung kết đơn Grand Slam

### Thắng (22)
| Năm  | Giải                  | Đối thủ trận chung kết  | Tỷ số trận chung kết |
| 1987 | Pháp mở rộng          | Martina Navratilova     | 6–4, 4–6, 8–6        |
| 1988 | Australia mở rộng     | Chris Evert             | 6–1, 7–6(3)          |
| 1988 | Pháp mở rộng (2)      | Natalia Zvereva         | 6–0, 6–0             |
| 1988 | Wimbledon             | Martina Navratilova     | 5–7, 6–2, 6–1        |
| 1988 | Mỹ mở rộng            | Gabriela Sabatini       | 6–3, 3–6, 6–1        |
| 1989 | Australia mở rộng (2) | Helena Sukova           | 6–4, 6–4             |
| 1989 | Wimbledon (2)         | Martina Navratilova     | 6–2, 6–7(1), 6–1     |
| 1989 | Mỹ mở rộng (2)        | Martina Navratilova     | 3–6, 7–5, 6–1        |
| 1990 | Australia mở rộng (3) | Mary Joe Fernandez      | 6–3, 6–4             |
| 1991 | Wimbledon (3)         | Gabriela Sabatini       | 6–4, 3–6, 8–6        |
| 1992 | Wimbledon (4)         | Monica Seles            | 6–2, 6–1             |
| 1993 | Pháp mở rộng (3)      | Mary Joe Fernandez      | 4–6, 6–2, 6–4        |
| 1993 | Wimbledon (5)         | Jana Novotna            | 7–6(6), 1–6, 6–4     |
| 1993 | Mỹ mở rộng (3)        | Helena Sukova           | 6–3, 6–3             |
| 1994 | Australia mở rộng (4) | Arantxa Sanchez Vicario | 6–0, 6–2             |
| 1995 | Pháp mở rộng (4)      | Arantxa Sanchez Vicario | 7–5, 4–6, 6–0        |
| 1995 | Wimbledon (6)         | Arantxa Sanchez Vicario | 4–6, 6–1, 7–5        |
| 1995 | Mỹ mở rộng (4)        | Monica Seles            | 7–6(6), 0–6, 6–3     |
| 1996 | Pháp mở rộng (5)      | Arantxa Sanchez Vicario | 6–3, 6–7, 10-8       |
| 1996 | Wimbledon (7)         | Arantxa Sanchez Vicario | 6–3, 7–5             |
| 1996 | Mỹ mở rộng (5)        | Monica Seles            | 7–5, 6–4             |
| 1999 | Pháp mở rộng (6)      | Martina Hingis          | 4–6, 7–5, 6–2        |

### Về nhì (9)
| Năm  | Giải              | Đối thủ trận chung kết  | Tỷ số trận chung kết |
| 1987 | Wimbledon         | Martina Navratilova     | 7–5, 6–3             |
| 1987 | Mỹ mở rộng        | Martina Navratilova     | 7–6, 6–1             |
| 1989 | Pháp mở rộng      | Arantxa Sanchez Vicario | 7–6, 3–6, 7–5        |
| 1990 | Pháp mở rộng (2)  | Monica Seles            | 7–6, 6–4             |
| 1990 | Mỹ mở rộng (2)    | Gabriela Sabatini       | 6–2, 7–6             |
| 1992 | Pháp mở rộng (3)  | Monica Seles            | 6–2, 3–6, 10-8       |
| 1993 | Australia mở rộng | Monica Seles            | 4–6, 6–3, 6–2        |
| 1994 | Mỹ mở rộng (3)    | Arantxa Sanchez Vicario | 1–6, 7–6, 6–4        |
| 1999 | Wimbledon (2)     | Lindsay Davenport       | 6–4, 7–5             |

## Chung kết đôi nữ Grand Slam

### Thắng (1)
| Năm  | Giải      | Đồng đội          | Đối thủ trận chung kết                   | Tỷ số           |
| 1988 | Wimbledon | Gabriela Sabatini | Larisa Savchenko Neiland Natasha Zvereva | 6–3, 1–6, 12-10 |

### Về nhì (3)
| Năm  | Giải             | Đồng đội          | Đối thủ trận chung kết                   | Tỷ số    |
| 1986 | Pháp mở rộng     | Gabriela Sabatini | Martina Navratilova Andrea Temesvari     | 6–1, 6–2 |
| 1987 | Pháp mở rộng (2) | Gabriela Sabatini | Martina Navratilova Pam Shriver          | 6–2, 6–1 |
| 1989 | Pháp mở rộng (3) | Gabriela Sabatini | Larisa Savchenko Neiland Natalia Zvereva | 6–4, 6–4 |

## Chung kết đơn WTA Tour

### Thắng (107)
| Chú thích (Đơn thắng)       |
| --------------------------- |
| Xếp hạng I (16)             |
| Xếp hạng II (29)            |
| Xếp hạng III (9)            |
| Xếp hạng IV (8)             |
| VS (17)                     |
| Danh hiệu Grand Slam (22)   |
| Giải WTA Tour (5)           |
| Huy chương vàng Olympic (1) |

| #    | Ngày                 | Giải                                                                  | Xếp hạng | Sân      | Đối thủ trận chung kết    | Tỷ số                   |
| ---- | -------------------- | --------------------------------------------------------------------- | -------- | -------- | ------------------------- | ----------------------- |
| 1.   | 13 tháng 4 năm 1986  | Family Circle Cup, Hilton Head, Nam Carolina, U.S.                    | VS       | Đất nện  | Chris Evert               | 6–4, 7–5                |
| 2.   | 20 tháng 4 năm 1986  | Sunkist WTA Tours, Amelia Island, Florida, Hoa Kỳ                     | VS       | Đất nện  | Claudia Kohde-Kilsch      | 6–4, 5–7, 7–6(3)        |
| 3.   | 3 tháng 5 năm 1986   | Giải sân đất nện Hoa Kỳ, Indianapolis                                 | VS       | Đất nện  | Gabriela Sabatini         | 2–6, 7–6(5), 6–4        |
| 4.   | 3 tháng 5 năm 1986   | Đức mở rộng, Berlin                                                   | VS       | Đất nện  | Martina Navratilova       | 6–2, 6–3                |
| 5.   | 24 tháng 8 năm 1986  | United Jersey Bank Classic, Mahwah, New Jersey, Hoa Kỳ                | VS       | Cứng     | Molly van Nostrand        | 7–5, 6–1                |
| 6.   | 14 tháng 9 năm 1986  | Toray Pan Pacific Open, Tokyo                                         | VS       | Thảm (I) | Manuela Maleeva-Fragniere | 6–4, 6–2                |
| 7.   | 12 tháng 10 năm 1986 | European Indoors, Zurich, Thuỵ Sĩ                                     | VS       | Thảm (I) | Helena Sukova             | 4–6, 6–2, 6–4           |
| 8.   | 26 6háng 10, 1986    | Pretty Polly, Brighton, Anh Quốc                                      | VS       | Thảm (I) | Catarina Lindqvist        | 6–3, 6–3                |
| 9.   | 22 tháng 2 năm 1987  | Virginia Slims of Florida, Boca Raton, Hoa Kỳ                         | VS       | Cứng     | Helena Sukova             | 6–2, 6–3                |
| 10.  | 8 tháng 3 năm 1987   | Lipton International Players Tours, Key Biscayne, Florida, Hoa Kỳ     | VS       | Cứng     | Chris Evert               | 6–1, 6–2                |
| 11.  | 12 tháng 4 năm 1987  | Family Circle Cup, Hilton Head, South Carolina, U.S.                  | VS       | Đất nện  | Manuela Maleeva-Fragniere | 6–2, 4–6, 6–3           |
| 12.  | 19 tháng 4 năm 1987  | Bausch & Lomb Tours, Amelia Island, Florida, U.S.                     | VS       | Đất nện  | Hana Mandlíková           | 6–3, 6–4                |
| 13.  | 10 tháng 5 năm 1987  | Italia mở rộng, Roma                                                  | VS       | Đất nện  | Gabriela Sabatini         | 7–5, 4–6, 6–0           |
| 14.  | 17 tháng 5 năm 1987  | Đức mở rộng, Berlin                                                   | VS       | Đất nện  | Claudia Kohde-Kilsch      | 6–2, 6–3                |
| 15.  | 6 tháng 6 năm 1987   | Pháp mở rộng, Paris                                                   | GS       | Đất nện  | Martina Navratilova       | 6–4, 4–6, 8–6           |
| 16.  | 16 tháng 8 năm 1987  | Virginia Slims of Los Angeles, Hoa Kỳ                                 | VS       | Cứng     | Chris Evert               | 6–3, 6–4                |
| 17.  | 27 tháng 9 năm 1987  | Citzen Cup, Hamburg, Đức                                              | VS       | Đất nện  | Isabel Cueto              | 6–2, 6–2                |
| 18.  | 1 tháng 11 năm 1987  | European Indoors, Zurich, Thuỵ Sĩ                                     | VS       | Thảm (I) | Hana Mandlíková           | 6–2, 6–2                |
| 19.  | 22 tháng 11 năm 1987 | Giải Virginia Slims, New York City                                    | CH       | Thảm (I) | Gabriela Sabatini         | 4–6, 6–4, 6–0, 6–4      |
| 20.  | 24 tháng 1 năm 1988  | Australia mở rộng, Melbourne                                          | GS       | Cứng     | Chris Evert               | 6–1, 7–6(3)             |
| 21.  | 6 tháng 3 năm 1988   | Giải sân cứng Hoa Kỳ, San Antonio, Texas                              | IV       | Cứng     | Katerina Maleeva          | 6–4, 6–1                |
| 22.  | 27 tháng 3 năm 1988  | Lipton International Players Tours, Key Biscayne, Florida, U.S.       | I        | Cứng     | Chris Evert               | 6–4, 6–4                |
| 23.  | 15 tháng 5 năm 1988  | Lufthansa Cup - Đức mở rộng, Berlin                                   | II       | Đất nện  | Helena Sukova             | 6–3, 6–2                |
| 24.  | 5 tháng 6 năm 1988   | Pháp mở rộng, Paris                                                   | GS       | Đất nện  | Natasha Zvereva           | 6–0, 6–0                |
| 25.  | 3 tháng 7 năm 1988   | Wimbledon, London                                                     | GS       | Cỏ       | Martina Navratilova       | 5–7, 6–2, 6–1           |
| 26.  | 31 tháng 7 năm 1988  | Citzen Cup, Hamburg, Đức                                              | IV       | Đất nện  | Katerina Maleeva          | 6–4, 6–2                |
| 27.  | 28 tháng 8 năm 1988  | United Jersey Bank Classic, Mahwah, New Jersey, U.S.                  | IV       | Cứng     | Nathalie Tauziat          | 6–0, 6–1                |
| 28.  | 11 tháng 9 năm 1988  | Mỹ mở rộng, New York City                                             | GS       | Cứng     | Gabriela Sabatini         | 6–3, 3–6, 6–1           |
| 29.  | 2 tháng 10 năm 1988  | Olympics, Seoul                                                       | OT       | Cứng     | Gabriela Sabatini         | 6–3, 6–3                |
| 30.  | 30 tháng 10 năm 1988 | Midland Bank Tournaments, Brighton, Anh Quốc                          | III      | Thảm (I) | Manuela Maleeva-Fragniere | 6–2, 6–0                |
| 31.  | 29 tháng 1 năm 1989  | Australia mở rộng, Melbourne                                          | GS       | Cứng     | Helena Sukova             | 6–4, 6–4                |
| 32.  | 19 tháng 2 năm 1989  | Virginia Slims of Washington, D.C.                                    | II       | Thảm (I) | Zina Garrison Jackson     | 6–1, 7–5                |
| 33.  | 5 tháng 3 năm 1989   | U.S. Cứngcourt Tours, San Antonio, Texas                              | IV       | Cứng     | Ann Henricksson           | 6–1, 6–4                |
| 34.  | 19 tháng 3 năm 1989  | Virginia Slims of Florida, Boca Raton, U.S.                           | II       | Cứng     | Chris Evert               | 4–6, 6–2, 6–3           |
| 35.  | 9 tháng 4 năm 1989   | Family Circle Cup, Hilton Head, South Carolina, U.S.                  | II       | Đất nện  | Natasha Zvereva           | 6–1, 6–1                |
| 36.  | 7 tháng 5 năm 1989   | Citzen Cup, Hamburg, Đức                                              | IV       | Đất nện  | Jana Novotna              | walkover                |
| 37.  | 21 tháng 5 năm 1989  | Lufthansa Cup - Đức mở rộng, Berlin                                   | II       | Đất nện  | Gabriela Sabatini         | 6–3, 6–1                |
| 38.  | 9 tháng 7 năm 1989   | Wimbledon, London                                                     | GS       | Cỏ       | Martina Navratilova       | 6–2, 6–7(1), 6–1        |
| 39.  | 6 tháng 8 năm 1989   | Great American Bank Classic, San Diego, Hoa Kỳ                        | IV       | Cứng     | Zina Garrison Jackson     | 6–4, 7–5                |
| 40.  | 20 tháng 8 năm 1989  | United Jersey Bank Classic, Mahwah, New Jersey, U.S.                  | IV       | Cứng     | Andrea Temesvari          | 7–5, 6–2                |
| 41.  | 10 tháng 9 năm 1989  | Mỹ mở rộng, New York City                                             | GS       | Cứng     | Martina Navratilova       | 3–6, 7–5, 6–1           |
| 42.  | 22 tháng 10 năm 1989 | BMW European Indoors, Zurich, Thuỵ Sĩ                                 | III      | Thảm (I) | Jana Novotna              | 6–1, 7–6(6)             |
| 43.  | 29 tháng 10 năm 1989 | Midland Bank Tournaments, Brighton, Anh Quốc                          | III      | Thảm (I) | Monica Seles              | 7–5, 6–4                |
| 44.  | 19 tháng 11 năm 1989 | Virginia Slims Tours, New York City                                   | CH       | Thảm (I) | Martina Navratilova       | 6–4, 7–5, 2–6, 6–2      |
| 45.  | 28 tháng 1 năm 1990  | Australia mở rộng, Melbourne                                          | GS       | Cứng     | Mary Joe Fernandez        | 6–3, 6–4                |
| 46.  | 4 tháng 2 năm 1990   | Toray Pan Pacific Open, Tokyo                                         | II       | Thảm (I) | Arantxa Sanchez Vicario   | 6–1, 6–2                |
| 47.  | 15 tháng 4 năm 1990  | Bausch & Lomb Tours, Amelia Island, Florida, U.S.                     | II       | Đất nện  | Arantxa Sanchez Vicario   | 6–1, 6–0                |
| 48.  | 6 tháng 5 năm 1990   | Citzen Cup, Hamburg, Đức                                              | IV       | Đất nện  | Arantxa Sanchez Vicario   | 5–7, 6–0, 6–1           |
| 49.  | 5 tháng 8 năm 1990   | Canadian Open, Montreal                                               | I        | Cứng     | Katerina Maleeva          | 6–1, 6–7(6), 6–3        |
| 50.  | 12 tháng 8 năm 1990  | Great American Bank Classic, San Diego, U.S.                          | III      | Cứng     | Manuela Maleeva-Fragniere | 6–3, 6–2                |
| 51.  | 30 tháng 9 năm 1990  | Volkswagen-Damen-Grand Prix, Leipzig, Đức                             | III      | Thảm (I) | Arantxa Sanchez Vicario   | 6–1, 6–1                |
| 52.  | 14 tháng 10 năm 1990 | BMW European Indoors, Zurich, Thuỵ Sĩ                                 | II       | Thảm (I) | Gabriela Sabatini         | 6–3, 6–2                |
| 53.  | 28 tháng 10 năm 1990 | Midland Bank Tours, Brighton, Anh Quốc                                | II       | Thảm (I) | Helena Sukova             | 7–5, 6–3                |
| 54.  | Tháng 11 11, 1990    | Virginia Slims of New England, Worcester, Massachusetts, Hoa Kỳ       | II       | Thảm (I) | Gabriela Sabatini         | 7–6(5) 6–3              |
| 55.  | 31 tháng 3 năm 1991  | Giải sân cứng Hoa Kỳ, San Antonio, Texas                              | III      | Cứng     | Monica Seles              | 6–4, 6–3                |
| 56.  | 5 tháng 5 năm 1991   | Citzen Cup, Hamburg, Đức                                              | II       | Đất nện  | Monica Seles              | 7–5, 6–7(4), 6–3        |
| 57.  | 19 tháng 5 năm 1991  | Lufthansa Cup - Đức mở rộng, Berlin                                   | I        | Đất nện  | Arantxa Sanchez Vicario   | 6–3, 4–6, 7–6(6)        |
| 58.  | 7 tháng 7 năm 1991   | Wimbledon, London                                                     | GS       | Cỏ       | Gabriela Sabatini         | 6–4, 3–6, 8–6           |
| 59.  | 6 tháng 10 năm 1991  | Volkswagen-Damen-Grand Prix, Leipzig, Đức                             | III      | Thảm (I) | Jana Novotna              | 6–3, 6–3                |
| 60.  | 13 tháng 10 năm 1991 | BMW European Indoors, Zurich, Thuỵ Sĩ                                 | II       | Thảm (I) | Nathalie Tauziat          | 6–4, 6–4                |
| 61.  | 27 tháng 10 năm 1991 | Midland Bank Tours, Brighton, Anh Quốc                                | II       | Thảm (I) | Zina Garrison Jackson     | 5–7, 6–4, 6–1           |
| 62.  | 8 tháng 3 năm 1992   | Virginia Slims of Florida, Boca Raton, U.S.                           | I        | Cứng     | Conchita Martinez         | 3–6, 6–2, 6–0           |
| 63.  | 3 tháng 5 năm 1992   | Citzen Cup, Hamburg, Đức                                              | II       | Đất nện  | Arantxa Sanchez Vicario   | 7–6(5), 6–2             |
| 64.  | 17 tháng 5 năm 1992  | Lufthansa Cup - Đức mở rộng, Berlin                                   | I        | Đất nện  | Arantxa Sanchez Vicario   | 4–6, 7–5, 6–2           |
| 65.  | 5 tháng 7 năm 1992   | Wimbledon, London                                                     | GS       | Cỏ       | Monica Seles              | 6–2, 6–1                |
| 66.  | 4 tháng 10 năm 1992  | Volkswagen-Damen-Grand Prix, Leipzig, Đức                             | III      | Thảm (I) | Jana Novotna              | 6–3, 1–6, 6–4           |
| 67.  | 11 tháng 10 năm 1992 | European Indoors, Zurich, Thuỵ Sĩ                                     | II       | Thảm (I) | Martina Navratilova       | 2–6, 7–5, 7–5           |
| 68.  | 25 tháng 10 năm 1992 | Midland Bank Tournaments, Brighton, Anh Quốc                          | II       | Thảm (I) | Jana Novotna              | 4–6, 6–4, 7–6(3)        |
| 69.  | 15 tháng 11 năm 1992 | Advanta Tours Philadelphia, Hoa Kỳ                                    | II       | Thảm (I) | Arantxa Sanchez Vicario   | 6–3, 3–6, 6–1           |
| 70.  | 7 tháng 3 năm 1993   | Virginia Slims of Florida, Delray Beach, U.S.                         | II       | Cứng     | Arantxa Sanchez Vicario   | 6–4, 6–3                |
| 71.  | Tháng 4, 1993        | Family Circle Cup, Hilton Head, South Carolina, U.S.                  | I        | Đất nện  | Arantxa Sanchez Vicario   | 7–6(8), 6–1             |
| 72.  | 16 tháng 5 năm 1993  | Đức mở rộng, Berlin                                                   | I        | Đất nện  | Gabriela Sabatini         | 7–6(3), 2–6, 6–4        |
| 73.  | 6 tháng 6 năm 1993   | Pháp mở rộng, Paris                                                   | GS       | Đất nện  | Mary Joe Fernandez        | 4–6, 6–2, 6–4           |
| 74.  | 4 tháng 7 năm 1993   | Wimbledon, London                                                     | GS       | Cỏ       | Jana Novotna              | 7–6(6), 1–6, 6–4        |
| 75.  | 8 tháng 8 năm 1993   | Mazda Tennis Classic, San Diego, U.S.                                 | II       | Cứng     | Arantxa Sanchez Vicario   | 6–4, 4–6, 6–1           |
| 76.  | 22 tháng 8 năm 1993  | Canadian Open, Toronto                                                | I        | Cứng     | Jennifer Capriati         | 6–1, 0–6, 6–3           |
| 77.  | 12 tháng 9 năm 1993  | Mỹ mở rộng, New York City                                             | GS       | Cứng     | Helena Sukova             | 6–3, 6–3                |
| 78.  | 3 tháng 10 năm 1993  | Volkswagen-Card Cup, Leipzig, Đức                                     | II       | Thảm (I) | Jana Novotna              | 6–2, 6–0                |
| 79.  | 21 tháng 11 năm 1993 | Virginia Slims Tours, New York City                                   | CH       | Thảm (I) | Arantxa Sanchez Vicario   | 6–1, 6–4, 3–6, 6–1      |
| 80.  | 30 tháng 1 năm 1994  | Australia mở rộng, Melbourne                                          | GS       | Cứng     | Arantxa Sanchez Vicario   | 6–0, 6–2                |
| 81.  | 6 tháng 2 năm 1994   | Toray Pan Pacific Open, Tokyo                                         | I        | Thảm (I) | Martina Navratilova       | 6–2, 6–4                |
| 82.  | 27 tháng 2 năm 1994  | Evert Cup, Indian Wells, California, Hoa Kỳ                           | II       | Cứng     | Amanda Coetzer            | 6–0, 6–4                |
| 83.  | 6 tháng 3 năm 1994   | Virginia Slims of Florida, Delray Beach, Hoa Kỳ                       | II       | Cứng     | Arantxa Sanchez Vicario   | 6–3, 7–5                |
| 84.  | 20 tháng 3 năm 1994  | Lipton International Players Tournaments, Key Biscayne, Florida, U.S. | I        | Cứng     | Natasha Zvereva           | 4–6, 6–1, 6–2           |
| 85.  | 15 tháng 5 năm 1994  | Đức mở rộng, Berlin                                                   | I        | Đất nện  | Brenda Schultz-McCarthy   | 7–6(3), 6–4             |
| 86.  | 7 tháng 8 năm 1994   | Toshiba Tennis Classic, San Diego, U.S.                               | II       | Cứng     | Arantxa Sanchez Vicario   | 6–2, 6–1                |
| 87.  | 19 tháng 2 năm 1995  | Open Gaz de Pháp, Paris                                               | II       | Thảm (I) | Mary Pierce               | 6–2, 6–2                |
| 88.  | 12 háng 3, 1995      | Virginia Slims of Florida, Delray Beach, U.S.                         | II       | Cứng     | Conchita Martinez         | 6–2, 6–4                |
| 89.  | 26 tháng 3 năm 1995  | Lipton International Players Tournaments, Key Biscayne, Florida, U.S. | I        | Cứng     | Kimiko Ngày               | 6–1, 6–4                |
| 90.  | 16 tháng 4 năm 1995  | Gallery Furniture Giải, Houston, Texas, Hoa Kỳ                        | II       | Đất nện  | Asa Carlsson              | 6–1, 6–1                |
| 91.  | 11 tháng 6 năm 1995  | Pháp mở rộng, Paris                                                   | GS       | Đất nện  | Arantxa Sanchez Vicario   | 7–5, 4–6, 6–0           |
| 92.  | 9 tháng 7 năm 1995   | Wimbledon, London                                                     | GS       | Cỏ       | Arantxa Sanchez Vicario   | 4–6, 6–1, 7–5           |
| 93.  | 10 tháng 9 năm 1995  | Mỹ mở rộng, New York City                                             | GS       | Cứng     | Monica Seles              | 7–6(6), 0–6, 6–3        |
| 94.  | 12 Tháng 11, 1995    | Advanta Tours Philadelphia, U.S.                                      | I        | Thảm (I) | Lori McNeil               | 6–1, 4–6, 6–3           |
| 95.  | 19 Tháng 11, 1995    | Virginia Slims Tournaments, New York City                             | CH       | Thảm (I) | Anke Huber                | 6–1, 2–6, 6–1, 4–6, 6–3 |
| 96.  | 17 tháng 3 năm 1996  | Evert Cup, Indian Wells, California, U.S.                             | I        | Cứng     | Conchita Martinez         | 7–6(5), 7–6(5)          |
| 97.  | 31 tháng 3 năm 1996  | Lipton International Players Tournaments, Key Biscayne, Florida, U.S. | I        | Cứng     | Chanda Rubin              | 6–1, 6–3                |
| 98.  | 19 tháng 5 năm 1996  | Đức mở rộng, Berlin                                                   | I        | Đất nện  | Karina Habsudova          | 4–6, 6–2, 7–5           |
| 99.  | 9 tháng 6 năm 1996   | Pháp mở rộng, Paris                                                   | GS       | Đất nện  | Arantxa Sanchez Vicario   | 6–3, 6–7(4), 10-8       |
| 100. | 7 tháng 7 năm 1996   | Wimbledon, London                                                     | GS       | Cỏ       | Arantxa Sanchez Vicario   | 6–3, 7–5                |
| 101. | 8 tháng 9 năm 1996   | Mỹ mở rộng, New York City                                             | GS       | Cứng     | Monica Seles              | 7–5, 6–4                |
| 102. | 17 tháng 11 năm 1996 | Virginia Slims Tournaments, New York City                             | CH       | Thảm (I) | Martina Hingis            | 6–3, 4–6, 6–0, 4–6, 6–0 |
| 103. | 25 háng 5, 1997      | Internationaux de Strasbourg, Strasbourg, Pháp                        | III      | Đất nện  | Mirjana Lucic             | 6–2, 7–5                |
| 104. | 30 tháng 8 năm 1998  | Pilot Pen International, New Haven, Connecticut, Hoa Kỳ               | II       | Cứng     | Jana Novotna              | 6–4, 6–1                |
| 105. | 8 tháng 11 năm 1998  | Sparkassen Cup, Leipzig, Đức                                          | II       | Thảm (I) | Nathalie Tauziat          | 6–3, 6–4                |
| 106. | 15 tháng 11 năm 1998 | Advanta Tournaments Philadelphia, U.S.                                | II       | Thảm (I) | Lindsay Davenport         | 4–6, 6–3, 6–4           |
| 107. | 6 tháng 6 năm 1999   | Pháp mở rộng, Paris                                                   | GS       | Đất nện  | Martina Hingis            | 4–6, 7–5, 6–2           |

### Về nhì (31)
| Chú thích (Về nhì đơn)   |
| ------------------------ |
| Xếp hạng I (6)           |
| Xếp hạng II (8)          |
| Xếp hạng III (0)         |
| Xếp hạng IV (0)          |
| VS (6)                   |
| Danh hiệu Grand Slam (9) |
| Giải WTA Tour (1)        |
| Olympic (1)              |

| #   | Ngày                 | Giải                                                            | Xếp hạng | Sân      | Đối thủ trận chung kết  | Tỷ số               |
| --- | -------------------- | --------------------------------------------------------------- | -------- | -------- | ----------------------- | ------------------- |
| 1.  | 15 Tháng 10, 1984    | Stuttgart, Đức                                                  | VS       | Thảm (I) | Catarina Lindqvist      | 6–1, 6–4            |
| 2.  | 20 tháng 5 năm 1985  | Đức mở rộng, Berlin                                             | VS       | Đất nện  | Chris Evert             | 6–4, 7–5            |
| 3.  | 18 tháng 8 năm 1985  | United Jersey, New Jersey, U.S.                                 | VS       | Cứng     | Kathy Rinaldi Stunkel   | 6–4, 3–6, 6–4       |
| 4.  | 6 tháng 10 năm 1985  | Maybelline, Florida, Hoa Kỳ                                     | VS       | Cứng     | Martina Navratilova     | 6–3, 6–1            |
| 5.  | 3 tháng 2 năm 1986   | Virginia Slims of Florida, Key Biscayne, Hoa Kỳ                 | VS       | Cứng     | Chris Evert             | 6–3, 6–1            |
| 6.  | 23 tháng 2 năm 1986  | Lipton International Players Tours, Boca Raton, Florida, Hoa Kỳ | VS       | Cứng     | Chris Evert             | 6–4, 6–2            |
| 7.  | 23 tháng 11 năm 1986 | Virginia Slims Tours, New York City                             | CH       | Thảm (I) | Martina Navratilova     | 7–6(3), 6–2         |
| 8.  | 5 tháng 7 năm 1987   | Wimbledon, London                                               | GS       | Cỏ       | Martina Navratilova     | 7–5, 6–3            |
| 9.  | 13 tháng 9 năm 1987  | Mỹ mở rộng, New York City                                       | GS       | Cứng     | Martina Navratilova     | 7–6(4), 6–1         |
| 10. | 13 tháng 3 năm 1988  | Virginia Slims of Florida, Boca Raton, U.S.                     | II       | Cứng     | Gabriela Sabatini       | 2–6, 6–3, 6–1       |
| 11. | 16 háng 4, 1989      | Bausch & Lomb Tours, Amelia Island, Florida, Hoa Kỳ             | II       | Đất nện  | Gabriela Sabatini       | 3–6, 6–3, 7–5       |
| 12. | 11 tháng 6 năm 1989  | Pháp mở rộng, Paris                                             | GS       | Đất nện  | Arantxa Sanchez Vicario | 7–6(6), 3–6, 7–5    |
| 13. | 20 tháng 5 năm 1990  | Đức mở rộng, Berlin                                             | I        | Đất nện  | Monica Seles            | 6–4, 6–3            |
| 14. | 10 tháng 6 năm 1990  | Pháp mở rộng, Paris                                             | GS       | Đất nện  | Monica Seles            | 7–6(6), 6–4         |
| 15. | 9 tháng 9 năm 1990   | Mỹ mở rộng, New York City                                       | GS       | Cứng     | Gabriela Sabatini       | 6–2, 7–6(4)         |
| 16. | 10 tháng 3 năm 1991  | Virginia Slims of Florida, Boca Raton, U.S.                     | II       | Cứng     | Gabriela Sabatini       | 6–4, 7–6(6)         |
| 17. | 14 tháng 4 năm 1991  | Bausch & Lomb Tours, Amelia Island, Florida, U.S.               | II       | Đất nện  | Gabriela Sabatini       | 7–5, 7–6(3)         |
| 18. | 12 tháng 4 năm 1992  | Bausch & Lomb Tours, Amelia Island, Florida, U.S.               | II       | Đất nện  | Gabriela Sabatini       | 6–2, 1–6, 6–3       |
| 19. | 7 tháng 6 năm 1992   | Pháp mở rộng, Paris                                             | GS       | Đất nện  | Monica Seles            | 6–2, 3–6, 10-8      |
| 20. | 9 tháng 8 năm 1992   | Olympics, Barcelona                                             | OT       | Đất nện  | Jennifer Capriati       | 3–6, 6–3, 6–4       |
| 21. | 31 tháng 1 năm 1993  | Australia mở rộng, Melbourne                                    | GS       | Cứng     | Monica Seles            | 4–6, 6–3, 6–2       |
| 22. | 21 tháng 3 năm 1993  | Lipton International Players Tours, Key Biscayne, Florida, U.S. | I        | Cứng     | Arantxa Sanchez Vicario | 6–4, 3–6, 6–2       |
| 23. | 2 tháng 5 năm 1993   | Citzen Cup, Hamburg, Đức                                        | II       | Đất nện  | Arantxa Sanchez Vicario | 6–3, 6–3            |
| 24. | 14 tháng 11 năm 1993 | Advanta Tours Philadelphia, Hoa Kỳ                              | I        | Thảm (I) | Conchita Martinez       | 6–3, 6–3            |
| 25. | 1 tháng 5 năm 1994   | Citzen Cup, Hamburg, Đức                                        | II       | Đất nện  | Arantxa Sanchez Vicario | 4–6, 7–6(3), 7–6(6) |
| 26. | 21 tháng 8 năm 1994  | Canadian Open, Montreal                                         | I        | Cứng     | Arantxa Sanchez Vicario | 7–5, 1–6, 7–6(4)    |
| 27. | 11 tháng 9 năm 1994  | Mỹ mở rộng, New York City                                       | GS       | Cứng     | Arantxa Sanchez Vicario | 1–6, 7–6(3), 6–4    |
| 28. | 17 tháng 11 năm 1996 | Advanta Tours Philadelphia, U.S.                                | II       | Thảm (I) | Jana Novotna            | 6–4, retired        |
| 29. | 2 tháng 2 năm 1997   | Tokyo, Nhật Bản                                                 | I        | Thảm (I) | Martina Hingis          | walkover            |
| 30. | 14 tháng 3 năm 1999  | Evert Cup, Indian Wells, California, Hoa Kỳ                     | I        | Cứng     | Serena Williams         | 6–3, 3–6, 7–5       |
| 31. | 4 tháng 7 năm 1999   | Wimbledon, London                                               | GS       | Cỏ       | Lindsay Davenport       | 6–4, 7–5            |

## Chung kết WTA Tour Đôi (18)

#### Thắng (11)
| Chú thích (Đôi wins)     |
| ------------------------ |
| Xếp hạng I (1)           |
| Xếp hạng II (2)          |
| Xếp hạng III (0)         |
| Xếp hạng IV (1)          |
| VS (6)                   |
| Danh hiệu Grand Slam (1) |
| Giải WTA Tour (0)        |

| No. | Ngày                | Giải                                   | Xếp hạng | Đồng đội          | Opponents in the final                   | Tỷ số            |
| 1.  | 28 tháng 4 năm 1986 | U.S. Đất nện Court Tours, Indianapolis | VS       | Gabriela Sabatini | Gigi Fernandez Robin White               | 6–2, 6–0         |
| 2.  | 12 tháng 5 năm 1986 | Đức mở rộng, Berlin                    | VS       | Helena Sukova     | Martina Navratilova Andrea Temesvari     | 7–5, 6–2         |
| 3.  | 14 tháng 9 năm 1986 | Tokyo, Nhật Bản                        | VS       | Bettina Bunge     | Katerina Maleeva Manuela Maleeva         | 6–1, 6–7(4), 6–2 |
| 4.  | 6 tháng 10 năm 1986 | Zurich, Thuỵ Sĩ                        | VS       | Gabriela Sabatini | Lori McNeil Alycia Moulton               | 1–6, 6–4, 6–4    |
| 5.  | 20 háng 10, 1986    | Brighton, Anh Quốc                     | VS       | Helena Sukova     | Tine Scheuer-Larsen Catherine Tanvier    | 6–4, 6–4         |
| 6.  | 13 tháng 4 năm 1987 | Amelia Island, Hoa Kỳ                  | VS       | Gabriela Sabatini | Hana Mandlíková Wendy Turnbull           | 3–6, 6–3, 7–5    |
| 7.  | 13 tháng 3 năm 1988 | Miami, USA                             | I        | Gabriela Sabatini | Gigi Fernandez Zina Garrison             | 7–6(6), 6–3      |
| 8.  | 20 tháng 6 năm 1988 | Wimbledon, Anh Quốc                    | GS       | Gabriela Sabatini | Larisa Savchenko Neiland Natasha Zvereva | 6–3, 1–6, 12-10  |
| 9.  | 14 háng 8, 1989     | New Jersey, USA                        | IV       | Pam Shriver       | Louise Allen Laura Gildemeister          | 6–2, 6–4         |
| 10. | 27 tháng 4 năm 1992 | Hamburg, Đức                           | II       | Rennae Stubbs     | Manon Bollegraf Arantxa Sanchez Vicario  | 4–6, 6–3, 6–4    |
| 11. | 26 tháng 4 năm 1993 | Hamburg, Đức                           | II       | Rennae Stubbs     | Larisa Savchenko Neiland Jana Novotna    | 6–4, 7–6(5)      |

#### Về nhì (7)
| Chú thích (Đôi Về nhì) |
| ---------------------- |
| Xếp hạng I (0)         |
| Xếp hạng II (0)        |
| Xếp hạng III (0)       |
| Xếp hạng IV (0)        |
| VS (4)                 |
| Về nhì Grand Slam (3)  |
| Giải WTA Tour (0)      |

| No. | Ngày                 | Giải                                           | Xếp hạng | Đồng đội          | Đối thủ trận chung kết                   | Tỷ số               |
| 1.  | 20 tháng 5 năm 1985  | Đức mở rộng, Berlin                            | VS       | Catherine Tanvier | Claudia Kohde-Kilsch Helena Sukova       | 6–4, 6–1            |
| 2.  | 13 tháng 4 năm 1986  | Family Circle Cup, Hilton Head, South Carolina | VS       | Catherine Tanvier | Chris Evert Anne White                   | 6–3, 6–3            |
| 3.  | 9 tháng 6 năm 1986   | Pháp mở rộng, Paris                            | GS       | Gabriela Sabatini | Martina Navratilova Andrea Temesvari     | 6–1, 6–2            |
| 4.  | 24 tháng 8 năm 1986  | Mahwah, New Jersey                             | VS       | Helena Sukova     | Betsy Nagelsen Elizabeth Smylie          | 7–6(4), 6–3         |
| 5.  | 16 tháng 11 năm 1986 | Chicago, Illinois                              | VS       | Gabriela Sabatini | Claudia Kohde-Kilsch Helena Sukova       | 6–7(5), 7–6(5), 6–3 |
| 6.  | 6 tháng 6 năm 1987   | Pháp mở rộng, Paris                            | GS       | Gabriela Sabatini | Martina Navratilova Pam Shriver          | 6–2, 6–1            |
| 7.  | 11 tháng 6 năm 1989  | Pháp mở rộng, Paris                            | GS       | Gabriela Sabatini | Larisa Savchenko Neiland Natasha Zvereva | 6–4, 6–4            |

## Biểu thời gian đánh đơn chính
| Giải                     | 1982                               | 1983                               | 1984                               | 1985                               | 1986                               | 1987                               | 1988                               | 1989                               | 1990                               | 1991             | 1992             | 1993                               | 1994                               | 1995                               | 1996                               | 1997                               | 1998                               | 1999                               | Career SR | Thắng-Thua sự nghiệp |
| ------------------------ | ---------------------------------- | ---------------------------------- | ---------------------------------- | ---------------------------------- | ---------------------------------- | ---------------------------------- | ---------------------------------- | ---------------------------------- | ---------------------------------- | ---------------- | ---------------- | ---------------------------------- | ---------------------------------- | ---------------------------------- | ---------------------------------- | ---------------------------------- | ---------------------------------- | ---------------------------------- | --------- | -------------------- |
| Giải Grand Slam          |                                    |                                    |                                    |                                    |                                    |                                    |                                    |                                    |                                    |                  |                  |                                    |                                    |                                    |                                    |                                    |                                    |                                    |           |                      |
| Australia mở rộng        | A                                  | 1R                                 | 3R                                 | A                                  | Không tổ chức                      | A                                  | W                                  | W                                  | W                                  | QF               | A                | F                                  | W                                  | A                                  | A                                  | 4R                                 | A                                  | QF                                 | 4 / 10    | 47–6                 |
| Pháp mở rộng             | A                                  | 2R                                 | 3R                                 | 4R                                 | QF                                 | W                                  | W                                  | F                                  | F                                  | SF               | F                | W                                  | SF                                 | W                                  | W                                  | QF                                 | A                                  | W                                  | 6 / 16    | 87–10                |
| Wimbledon                | A                                  | LQ                                 | 4R                                 | 4R                                 | A                                  | F                                  | W                                  | W                                  | SF                                 | W                | W                | W                                  | 1R                                 | W                                  | W                                  | A                                  | 3R                                 | F                                  | 7 / 15    | 75–8                 |
| Mỹ mở rộng               | A                                  | LQ                                 | 1R                                 | SF                                 | SF                                 | F                                  | W                                  | W                                  | F                                  | SF               | QF               | W                                  | F                                  | W                                  | W                                  | A                                  | 4R                                 | A                                  | 5 / 15    | 73–10                |
| Grand Slam SR            | 0 / 0                              | 0 / 4                              | 0 / 4                              | 0 / 3                              | 0 / 2                              | 1 / 3                              | 4 / 4                              | 3 / 4                              | 1 / 4                              | 1 / 4            | 1 / 3            | 3 / 4                              | 1 / 4                              | 3 / 3                              | 3 / 3                              | 0 / 2                              | 0 / 2                              | 1 / 3                              | 22 / 56   | N/A                  |
| Thắng-Thua Grand Slam    | 0–0                                | 5–4                                | 7–4                                | 11–3                               | 9–2                                | 19–2                               | 27–0                               | 27–1                               | 24–3                               | 21–3             | 17–2             | 26–1                               | 18–3                               | 21–0                               | 21–0                               | 7–2                                | 5–2                                | 17–2                               | N/A       | 282–34               |
| Year-End Championship    |                                    |                                    |                                    |                                    |                                    |                                    |                                    |                                    |                                    |                  |                  |                                    |                                    |                                    |                                    |                                    |                                    |                                    |           |                      |
| WTA Tour Championships   | A                                  | A                                  | A                                  | A                                  | F                                  | W                                  | SF                                 | W                                  | SF                                 | QF               | 4R               | W                                  | QF                                 | W                                  | W                                  | A                                  | SF                                 | A                                  | 5 / 12    | 31–7                 |
| Olympic                  |                                    |                                    |                                    |                                    |                                    |                                    |                                    |                                    |                                    |                  |                  |                                    |                                    |                                    |                                    |                                    |                                    |                                    |           |                      |
| Olympic mùa hè           | Không tổ chức                      | Không tổ chức                      | W1                                 | Không tổ chức                      | Không tổ chức                      | Không tổ chức                      | W                                  | Không tổ chức                      | Không tổ chức                      | Không tổ chức    | F                | Không tổ chức                      | Không tổ chức                      | Không tổ chức                      | A                                  | Không tổ chức                      | Không tổ chức                      | Không tổ chức                      | 2 / 3     | 15–1                 |
| WTA Xếp hạng I Tours2    |                                    |                                    |                                    |                                    |                                    |                                    |                                    |                                    |                                    |                  |                  |                                    |                                    |                                    |                                    |                                    |                                    |                                    |           |                      |
| Berlin                   | Không Xếp hạng I                   | Không Xếp hạng I                   | Không Xếp hạng I                   | Không Xếp hạng I                   | Không Xếp hạng I                   | Không Xếp hạng I                   | W                                  | W                                  | F                                  | W                | W                | W                                  | W                                  | A                                  | W                                  | QF                                 | A                                  | QF                                 | 7 / 10    | 43–3                 |
| Miami                    | Không tổ chức                      | Không tổ chức                      | Không tổ chức                      | Không Xếp hạng I                   | Không Xếp hạng I                   | Không Xếp hạng I                   | W                                  | A                                  | A                                  | SF               | SF               | F                                  | W                                  | W                                  | W                                  | A                                  | A                                  | SF                                 | 4 / 8     | 41–4                 |
| Montreal/Toronto         | Không Xếp hạng I                   | Không Xếp hạng I                   | Không Xếp hạng I                   | Không Xếp hạng I                   | Không Xếp hạng I                   | Không Xếp hạng I                   | Không Xếp hạng I                   | Không Xếp hạng I                   | W                                  | A                | A                | W                                  | F                                  | 2R                                 | A                                  | A                                  | 3R                                 | A                                  | 2 / 5     | 15–3                 |
| Hilton Head / Charleston | Không Xếp hạng I                   | Không Xếp hạng I                   | Không Xếp hạng I                   | Không Xếp hạng I                   | Không Xếp hạng I                   | Không Xếp hạng I                   | Không Xếp hạng I                   | Không Xếp hạng I                   | A                                  | A                | A                | W                                  | A                                  | A                                  | A                                  | A                                  | A                                  | A                                  | 1 / 1     | 5–0                  |
| Boca Raton3              | Không Xếp hạng I hay Không tổ chức | Không Xếp hạng I hay Không tổ chức | Không Xếp hạng I hay Không tổ chức | Không Xếp hạng I hay Không tổ chức | Không Xếp hạng I hay Không tổ chức | Không Xếp hạng I hay Không tổ chức | Không Xếp hạng I hay Không tổ chức | Không Xếp hạng I hay Không tổ chức | Không Xếp hạng I hay Không tổ chức | F                | W                | Không Xếp hạng I hay Không tổ chức | Không Xếp hạng I hay Không tổ chức | Không Xếp hạng I hay Không tổ chức | Không Xếp hạng I hay Không tổ chức | Không Xếp hạng I hay Không tổ chức | Không Xếp hạng I hay Không tổ chức | Không Xếp hạng I hay Không tổ chức | 1 / 2     | 8–1                  |
| Philadelphia             | Không Xếp hạng I                   | Không Xếp hạng I                   | Không Xếp hạng I                   | Không Xếp hạng I                   | Không Xếp hạng I                   | Không Xếp hạng I                   | Không Xếp hạng I                   | Không Xếp hạng I                   | Không Xếp hạng I                   | Không Xếp hạng I | Không Xếp hạng I | F                                  | A                                  | W                                  | Không Xếp hạng I                   | Không Xếp hạng I                   | Không Xếp hạng I                   | Không Xếp hạng I                   | 1 / 2     | 8–1                  |
| Indian Wells             | Không tổ chức                      | Không tổ chức                      | Không tổ chức                      | Không tổ chức                      | Không tổ chức                      | Không tổ chức                      | Không tổ chức                      | Không xếp hạng I                   | Không xếp hạng I                   | Không xếp hạng I | Không xếp hạng I | Không xếp hạng I                   | Không xếp hạng I                   | Không xếp hạng I                   | W                                  | A                                  | SF                                 | F                                  | 1 / 3     | 12–2                 |
| Tokyo                    | Không tổ chức                      | Không tổ chức                      | Không xếp hạng I                   | Không xếp hạng I                   | Không xếp hạng I                   | Không xếp hạng I                   | Không xếp hạng I                   | Không xếp hạng I                   | Không xếp hạng I                   | Không xếp hạng I | Không xếp hạng I | SF                                 | W                                  | A                                  | A                                  | F                                  | A                                  | QF                                 | 1 / 4     | 13–24                |
| Rome                     | Không xếp hạng I                   | Không xếp hạng I                   | Không xếp hạng I                   | Không xếp hạng I                   | Không tổ chức                      | Không xếp hạng I                   | Không xếp hạng I                   | Không xếp hạng I                   | A                                  | A                | A                | A                                  | A                                  | A                                  | QF                                 | A                                  | A                                  | A                                  | 0 / 1     | 2–1                  |
| Moscow                   | Không tổ chức                      | Không tổ chức                      | Không tổ chức                      | Không tổ chức                      | Không tổ chức                      | Không tổ chức                      | Không tổ chức                      | Không tổ chức                      | Không tổ chức                      | Không tổ chức    | Không tổ chức    | Không tổ chức                      | Không tổ chức                      | Không tổ chức                      | Không xếp hạng I                   | A                                  | A                                  | A                                  | 0 / 0     | 0–0                  |
| Zurich                   | Không tổ chức                      | Không tổ chức                      | Không xếp hạng I                   | Không xếp hạng I                   | Không xếp hạng I                   | Không xếp hạng I                   | Không xếp hạng I                   | Không xếp hạng I                   | Không xếp hạng I                   | Không xếp hạng I | Không xếp hạng I | A                                  | A                                  | A                                  | A                                  | A                                  | A                                  | A                                  | 0 / 0     | 0–0                  |
| Chicago                  | Không xếp hạng I                   | Không xếp hạng I                   | Không xếp hạng I                   | Không xếp hạng I                   | Không xếp hạng I                   | Không xếp hạng I                   | Không xếp hạng I                   | Không xếp hạng I                   | A                                  | Không xếp hạng I | Không xếp hạng I | Không xếp hạng I                   | Không xếp hạng I                   | Không xếp hạng I                   | Không xếp hạng I                   | Không xếp hạng I                   | Không tổ chức                      | Không tổ chức                      | 0 / 0     | 0–0                  |
| Thống kê sự nghiệp       |                                    |                                    |                                    |                                    |                                    |                                    |                                    |                                    |                                    |                  |                  |                                    |                                    |                                    |                                    |                                    |                                    |                                    |           |                      |
| Giải đã thi đấu          | 1                                  | 15                                 | 14                                 | 13                                 | 14                                 | 13                                 | 14                                 | 16                                 | 15                                 | 15               | 15               | 15                                 | 13                                 | 11                                 | 11                                 | 5                                  | 13                                 | 10                                 | N/A       | 223                  |
| Vào tới chung kết        | 0                                  | 0                                  | 1                                  | 3                                  | 11                                 | 13                                 | 12                                 | 16                                 | 13                                 | 9                | 11               | 14                                 | 10                                 | 9                                  | 8                                  | 2                                  | 3                                  | 3                                  | N/A       | 138                  |
| Tours Won                | 0                                  | 0                                  | 0                                  | 0                                  | 8                                  | 11                                 | 11                                 | 14                                 | 10                                 | 7                | 8                | 10                                 | 7                                  | 9                                  | 7                                  | 1                                  | 3                                  | 1                                  | N/A       | 107                  |
| Thắng-Thua sân cứng      | 0–0                                | 1–2                                | 1–2                                | 19–6                               | 20–3                               | 27–1                               | 38–1                               | 37–0                               | 23–1                               | 23–4             | 13–2             | 32–2                               | 38–2                               | 17–1                               | 22–2                               | 3–1                                | 14–5                               | 14–5                               | N/A       | 342–40               |
| Thắng-Thua sân đất nện   | 0–1                                | 14–7                               | 7–6                                | 14–4                               | 24–1                               | 32–0                               | 20–1                               | 23–2                               | 20–2                               | 19–2             | 30–3             | 21–2                               | 14–2                               | 11–0                               | 16–1                               | 10–2                               | 0–0                                | 9–1                                | N/A       | 284–37               |
| Thắng-Thua sân Cỏ        | 0–0                                | 3–4                                | 7–4                                | 3–1                                | 0–0                                | 6–1                                | 7–0                                | 7–0                                | 5–1                                | 7–0              | 7–0              | 7–0                                | 0–1                                | 7–0                                | 7–0                                | 0–0                                | 6–2                                | 6–1                                | N/A       | 85–15                |
| Thắng-Thua sân Thảm      | 0–0                                | 3–2                                | 4–2                                | 4–2                                | 19–2                               | 9–0                                | 7–1                                | 19–0                               | 24–1                               | 16–2             | 21–2             | 16–2                               | 6–1                                | 12–1                               | 9–1                                | 3–0                                | 13–2                               | 4–2                                | N/A       | 189–23               |
| Overall Win-Loss         | 0–1                                | 21–15                              | 19–14                              | 40–13                              | 63–6                               | 74–2                               | 72–3                               | 86–2                               | 72–5                               | 65–8             | 71–7             | 76–6                               | 58–6                               | 47–2                               | 54–4                               | 16–3                               | 33–9                               | 33–9                               | N/A       | 900–115              |
| Match winning percentage | 0%                                 | 58%                                | 58%                                | 75%                                | 91%                                | 97%                                | 96%                                | 98%                                | 94%                                | 89%              | 91%              | 93%                                | 91%                                | 96%                                | 93%                                | 84%                                | 79%                                | 79%                                | N/A       | 89%                  |
| Năm End Ranking          | 124                                | 98                                 | 22                                 | 6                                  | 3                                  | 1                                  | 1                                  | 1                                  | 1                                  | 2                | 2                | 1                                  | 1                                  | 1                                  | 1                                  | 28                                 | 9                                  | 35                                 | N/A       | N/A                  |